# Chelčická lípa
Chelčická památná lípa lidské vzájemnosti je lípa srdčitá (Tilla cordata).

## Základní údaje
Lípa roste na západním okraji osady Záhorčí, jihozápadně od obce Chelčice. Lípa se nachází blízko silnice na soukromém pozemku u domu čp. 70. Výška lípy je 20 m, obvod kmene je 515 cm (vyhlášena za památný strom v roce 1979, status památného stromu byl potvrzen znovu v roce 2001). Lípa je stará 300 let (k 2023). Díky své výjimečnosti patří tento strom mezi chráněné památné stromy České republiky.